# جونكو هوري
جونكو هوري (باليابانية: 堀 絢子) مواليد 2 فبراير 1942 في طوكيو، هي مؤدية أصوات يابانية.

## الأعمال

### مسلسلات أنمي تلفزيونية
- شما في البراري الخضراء
- أجنحة كاندام
- عبقور
- الأحلام الذهبية

### أفلام أنمي
- الأمير الصغير

### ألعاب
- توم وجيري
- عائلة سيمبسون
- أولاد الجيران
- وودي نقار الخشب

#### دبلجة
- الجميع يحب رايموند
- لعبة طفل

## وصلات خارجية
- جونكو هوري على موقع IMDb (الإنجليزية)
- جونكو هوري على موقع ميوزك برينز (الإنجليزية)
- جونكو هوري على موقع ANN person (الإنجليزية)